# Fetsjön, Småland
Fetsjön är en sjö i Oskarshamns kommun i Småland och ingår i Viråns huvudavrinningsområde.